# Tweede Oorlog tussen Mysore en de Britten

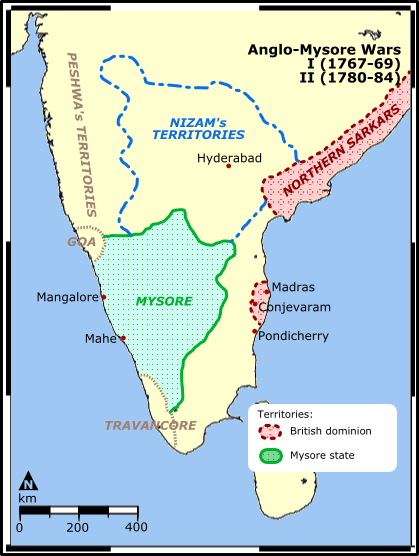
Het zuiden van India tijdens de Eerste en Tweede oorlog tussen Mysore en de Britten.

De Tweede Oorlog tussen Mysore en de Britten (1780-1784) was een gewapend conflict in het zuiden van India tussen het koninkrijk Mysore en de Britse East India Company. De sultan van Mysore, Haider Ali, ging in 1780, gesteund door Franse troepen, over tot de aanval. Het doel was de Britten uit hun kolonies in het zuiden van India te verdrijven.
Hoewel Haider aanvankelijk grote successen boekte, werd dit doel uiteindelijk toch niet bereikt doordat de Britse versterkingen tijdig arriveerden. Ook de Nederlanders raakten in de strijd betrokken en verloren tijdens de oorlog hun laatste koloniale bezittingen in het zuiden van India aan de Britten.

## Aanleiding
De sultan van Mysore, Haider Ali, had Mysore van een moderne strijdmacht voorzien en de economie en het bestuur hervormd naar Europees voorbeeld. Dankzij zijn hervorming van de belastinginning wist hij de opbrengst van het land te verhogen, wat hem in staat stelde zijn troepen een regelmatig en hoog soldij te betalen. Mysore trok daardoor ook veel Europese huurlingen aan, met name Fransen, die de inheemse soldaten ("sepoys") trainden in moderne oorlogsvoering. De Fransen zonden ook reguliere troepen naar Mysore, omdat zij Haider Ali als bondgenoot zagen tegen de Britten. De Fransen waren betrokken geraakt in de Amerikaanse Onafhankelijkheidsoorlog (1775-1783) en verkeerden sinds 1778 officieel in oorlog met de Britten. Ook de Nederlanders werden in de strijd betrokken toen de Britten ze in 1780 de oorlog verklaarden. Hoewel de Nederlandse aanwezigheid in India op haar retour was, lagen er uitgebreidere Nederlandse koloniën op het nabijgelegen Ceylon.
Haider Ali was vastberaden de Malabarkust stevig onder invloed van Mysore te krijgen en had tussen 1766 en 1769 al grote delen van het gebied veroverd. Daarmee beschikte Mysore niet alleen over eigen uitvoerhavens voor de handel met het Midden-Oosten en de oostkust van Afrika, ook kwam een deel van de lucratieve productie en uitvoer van peper en specerijen zo in handen van Haider Ali. Ook de Britten streefden naar controle over deze handel.
Na afloop van de voor Mysore gunstig verlopen Oorlog van 1767-1769 had Haider Ali met de Britten een verdrag getekend, waarin beide partijen elkaar steun toezegden in het geval van een aanval door derden. In 1771 belegerden de Maratha's van Madhav Rao Haiders hoofdstad Srirangapatna, maar ondanks een roep om steun kwamen de Britten Haider niet te hulp. Haider had daarom reden wraak te zoeken. Zijn kans kwam pas toen de oorlog tussen Mysore en de Maratha's in 1779 ten einde kwam. De Britten waren ondertussen zelf in een oorlog met de Maratha's verwikkeld (1775-1782) en stonden daardoor zwak.

## Verloop

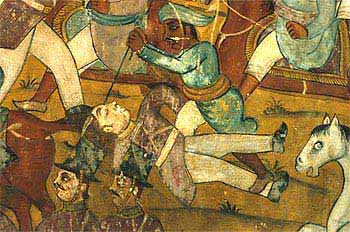
Detail van de muurschildering van de Slag bij Pollilur (10 september 1780) die Tipu Sultan in het paleis in Srirangapatna aan liet brengen.

Als aanleiding voor zijn oorlogsverklaring koos Haider Ali de Britse inname van de Franse handelspost Mahé aan de Malabarkust in maart 1779. Haider had de Britten gewaarschuwd dat Mahé onder zijn bescherming stond, maar dit had hen niet weerhouden. Gesterkt door nieuwe Franse troepen viel Haider Ali in juli 1780 met 83.000 troepen de Carnatic binnen. Niet alleen had Haider meer troepen dan ooit tevoren, ook was hij in het bezit van een indrukwekkend arsenaal moderne artillerie. De Britten bleken niet in staat hem tot staan te brengen. In de Slag bij Pollilur (10 september 1780) vernietigde een strijdmacht onder zijn zoon Tipu Sultan een 4000 man sterk regiment onder William Baille. Van belang was de inzet van raketwapens door Tipu, die een slachting aanrichtten onder de dicht opeenstaande Britse infanteriesoldaten. In oktober viel de Carnatische hoofdstad Arcot na een kort beleg in Haiders handen. De Britse bevelhebber Hector Munro, de held van de Slag bij Buxar (1764), zag geen andere mogelijkheid dan zich overhaast terug te trekken naar Madras.

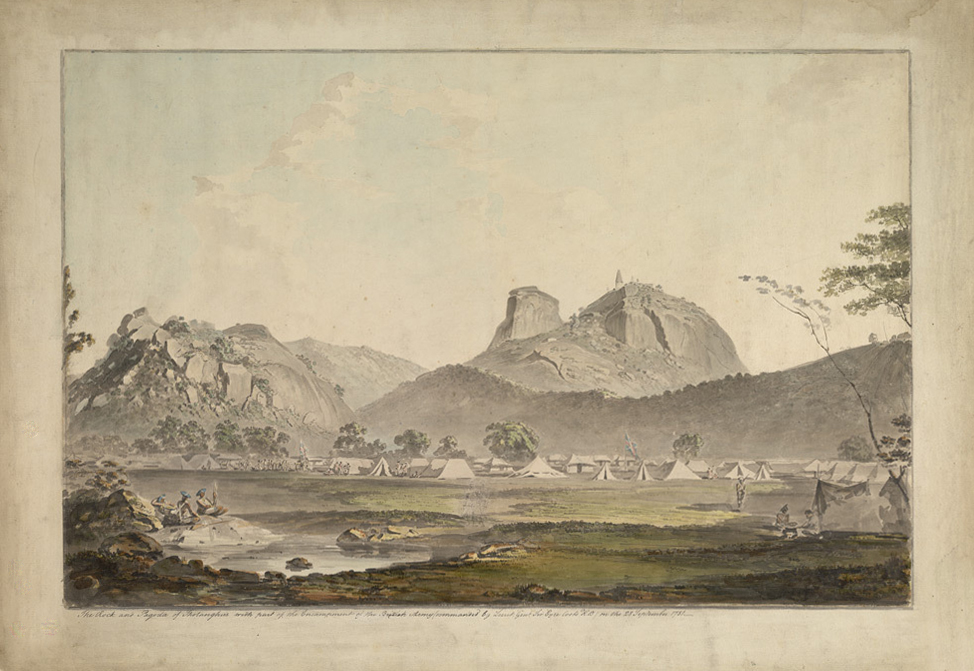
Het Britse legerkamp bij Sholinghur, ets met waterkleuring door Samuel Davis in 1781.

De Britse gouverneur-generaal Warren Hastings reageerde door troepen onder Eyre Coote uit Bengalen langs de kust van de Golf van Bengalen naar Madras te sturen. In de slagen bij Porto Novo (1 juli 1781) en Sholinghur (27 september dat jaar) wist Coote Haider te verslaan, maar een aanval op de versterkte tempelstad Chidambaram bleek niet succesvol. Wel veroverde Coote de Nederlandse handelspost Negapatnam en in januari 1782 nam hij ook de Nederlandse kolonie Trincomali op Ceylon in. De overwinningen van Coote brachten Haiders opmars tot staan. De strijd kwam daardoor in een impasse terecht waarbij beide partijen soms kleine terreinwinsten boekten, die snel weer door de ander hersteld werden.

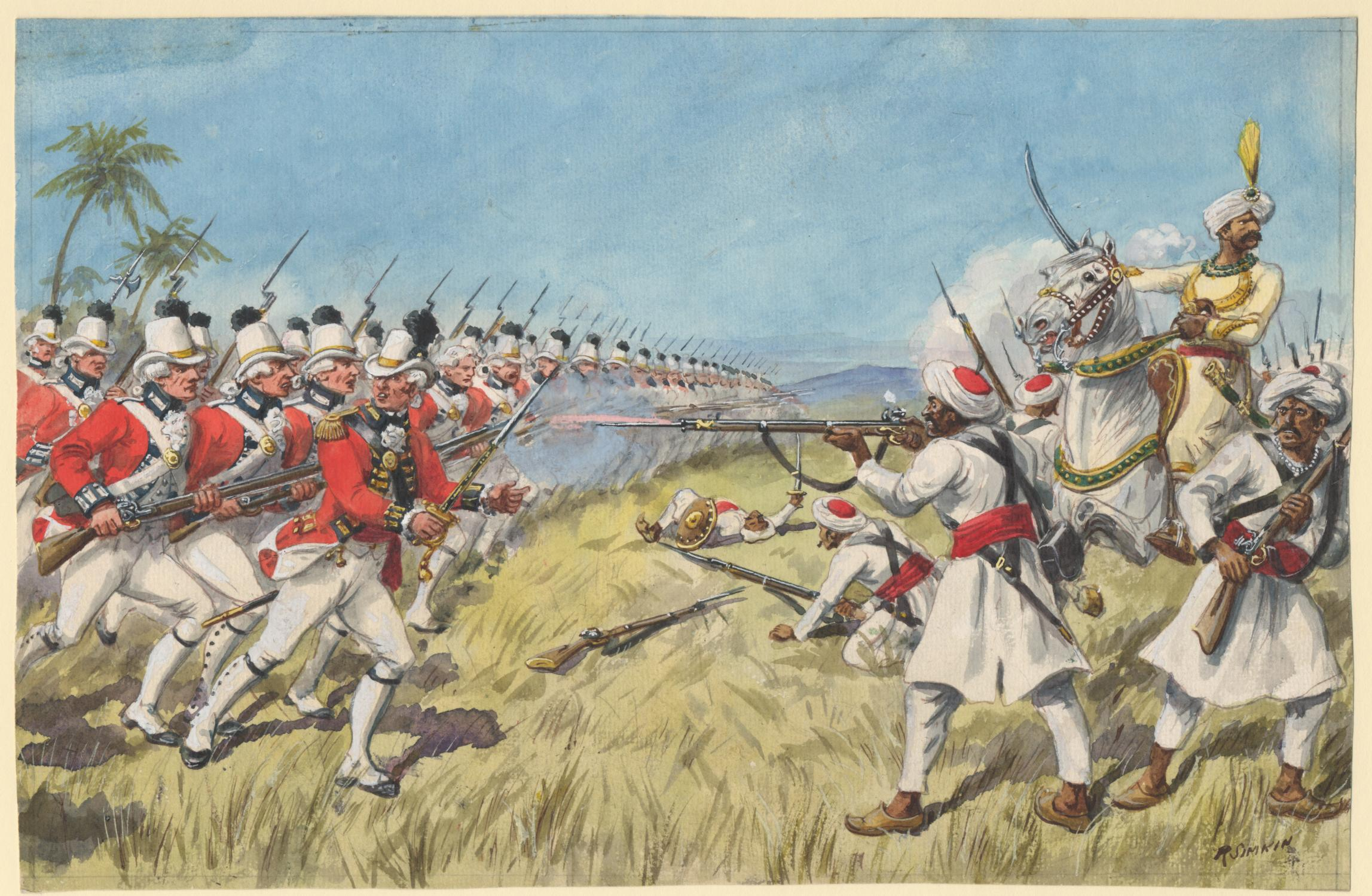
Het beleg van Cuddalore (1783), door Richard Simkin, 1890.

In 1782 veroverde Haider de Britse kustvesting Cuddalore, terwijl zijn zoon Tipu een Britse aanval op Tanjore afsloeg. Hoewel het de Franse admiraal Suffren lukte 2000 Franse soldaten aan land te zetten, kon hij de Britten ter zee niet de baas worden. Een serie zeeslagen tussen de Franse vloot en die van de Britten onder admiraal Edward Hughes bleef onbeslist. Het uitblijven van Franse zeesteun was naast de overwinningen van Coote een belangrijke factor waarom het Haider niet lukte de Britse kustvestigingen te veroveren. Op 7 december 1782 stierf Haider in zijn legertent aan de gevolgen van kanker. Tipu Sultan volgde hem op. Hij zou voor de Britten een even geduchte tegenstander blijken als zijn vader.
Wel kwam Mysore steeds verder alleen te staan. Niet alleen kwam de Britse gouverneur-generaal Hastings tot een vergelijk met de Maratha's in 1782, de Fransen trokken zich eveneens terug uit de strijd, nadat in Europa de Vrede van Versailles (1783) getekend werd. De Britten wisten Cuddalore te bevrijden en in 1783 nam een expeditie die onder brigadier-generaal Richard Mathews vanuit Mumbai naar het zuiden was gevaren de havenstad Mangalore in. Tipu veroverde in het binnenland echter Bednur en Coimbatore op de Britten en hun bondgenoten en hij verdreef de Britten weer uit Mangalore.
Op initiatief van Lord Macartney, de gouverneur van de Madras Presidency, zochten de Britten via onderhandelingen een einde aan de vijandelijkheden. In maart 1784 leidde dit tot het verdrag van Mangalore. De partijen ruilden veroverd gebied en gevangenen uit en sloten een ongemakkelijke vrede.

## Gevolgen en afloop
Opnieuw was het Mysore gelukt zich tegenover de Britten staande te houden en hen zelfs belangrijke verliezen toe te brengen. Dat een echte overwinning voor Mysore uitbleef lag aan meerdere factoren, waaronder het op tijd arriveren van Britse versterkingen uit Bengalen en het uitblijven van Franse steun vanuit de zee. Tipu zelf weet het uitblijven van een overwinning vooral aan de terugtrekking van zijn Franse bondgenoten uit de strijd. Hij begreep dat hij, om dit in de toekomst te voorkomen, beter direct contact met de Franse regering kon aanknopen. Met dat doel zond hij in 1787 een groep afgezanten naar het hof van Louis XVI in Versailles. Hoewel de koning de Indische ambassadeurs met alle eer ontving, bleef de missie dankzij het uitbreken van de Franse Revolutie een jaar later zonder succes.
De kostbare oorlogen onder gouverneur-generaal Hastings, met name de tweede oorlog met Mysore en de eerste oorlog met de Maratha's (1775-1782), maakten de aandeelhouders van de East India Company ontevreden. Ook was er in Engeland zelf een groeiende afkeer van de corrupte beambten van de Company die hun fortuin in India maakten. Liberale politici als Edmund Burke beschuldigden de koloniale beambten van ongerechtvaardigde agressie, en omwille van zelfverrijking uit te zijn op de vernietiging en onderwerping van een "oeroude, hoogstaande beschaving". In 1784 werden Hastings en enkele van zijn naaste medewerkers aangeklaagd in het Britse parlement. Hastings zag zich gedwongen zijn functie als gouverneur-generaal neer te leggen om zich in Londen tegen de beschuldigingen te kunnen verdedigen.
Op de lange termijn was vooral van belang dat de Britse economische macht in India sneller groeide dan Mysore kon bijbenen, met name de Britse toegang tot grondstoffen in het binnenland en het kapitaal van Indische handelaren, die zich in de Britse gebieden vestigden. Lord Cornwallis, die in 1787 tot Britse gouverneur-generaal werd benoemd, zag Mysore als een kans om zijn in de Amerikaanse Onafhankelijkheidsoorlog geschonden reputatie als militair te herstellen. In 1790 begon hij de Derde Oorlog met Mysore (1790-1792), die Tipu op de knieën zou dwingen. Er was nog een Vierde Oorlog (1799) nodig om Mysore definitief bij het Britse Rijk in te lijven.